# Sujet britannique
Dans les pays du Commonwealth, la qualité de sujet britannique est l'ancienne appellation des citoyens et citoyennes d'un pays. L'institution du statut de sujet britannique avait pour effet de créer des règles communes pour tous les habitants de l'Empire britannique, notamment en matière de droit de l'immigration et de droit électoral. 

## Au Canada

### Droit de la citoyenneté et de l'immigration
Au Canada, il n'existait pas de citoyenneté canadienne avant 1947 jusqu'à l'adoption de la Loi sur la citoyenneté canadienne; les personnes nées avant 1947 ne recevaient donc pas la citoyenneté canadienne mais plutôt le statut de sujet britannique. Le statut de sujet britannique a coexisté avec la citoyenneté canadienne jusqu'en 1977, date à laquelle il a été aboli pour les personnes nées à compter de cette date par l'adoption de la Loi sur la citoyenneté.

### Droit électoral
Le statut de sujet britannique avait également des conséquences électorales ː par ex., au Canada, jusqu'en 1970, tout sujet britannique avait droit de vote aux élections  fédérales canadiennes. De nos jours, en vertu de la Charte canadienne des droits et libertés, seuls les citoyens canadiens ont le droit de vote en tant que tel.